# Bogyókapófélék
A bogyókapófélék (Melanocharitidae) a madarak osztályának verébalakúak (Passeriformes) rendjébe tartozó család.

## Rendszerezésük
A családot Charles Sibley és Jon Edward Ahlquist írták le 1985-ben, az alábbi 4 nem és 10 faj tartozik:
- Oedistoma – 2 faj
- Toxorhamphus – 2 faj
- Rhamphocharis – 1 faj
- Melanocharis – 5 faj

## Előfordulásuk
Új-Guinea szigetén, Indonézia és Pápua Új-Guinea területén honosak. Természetes élőhelyeik a szubtrópusi és trópusi esőerdők, magaslati cserjések és füves puszták, valamint másodlagos erdők. Állandó, nem vonuló fajok.

## Megjelenésük
Testhosszuk 7-15 centiméter körüli.

## Életmódja
Bogyókkal és apró gyümölcsökkel táplálkoznak, de ízeltlábúakat is fogyasztanak.